# Bomarea multiflora
Bomarea multiflora är en alströmeriaväxtart som först beskrevs av Carl von Linné d.y., och fick sitt nu gällande namn av Charles-François Brisseau de Mirbel. Bomarea multiflora ingår i släktet Bomarea och familjen alströmeriaväxter. IUCN kategoriserar arten globalt som otillräckligt studerad. Inga underarter finns listade i Catalogue of Life.